# Kleines Clausthal
Das Kleine Clausthal, auch Klein Clausthal oder Klein-Clausthal genannt, ist ein Tal am südwestlichen Stadtrand von Clausthal-Zellerfeld im Ortsteil Clausthal im Oberharz in Niedersachsen.

## Beschreibung

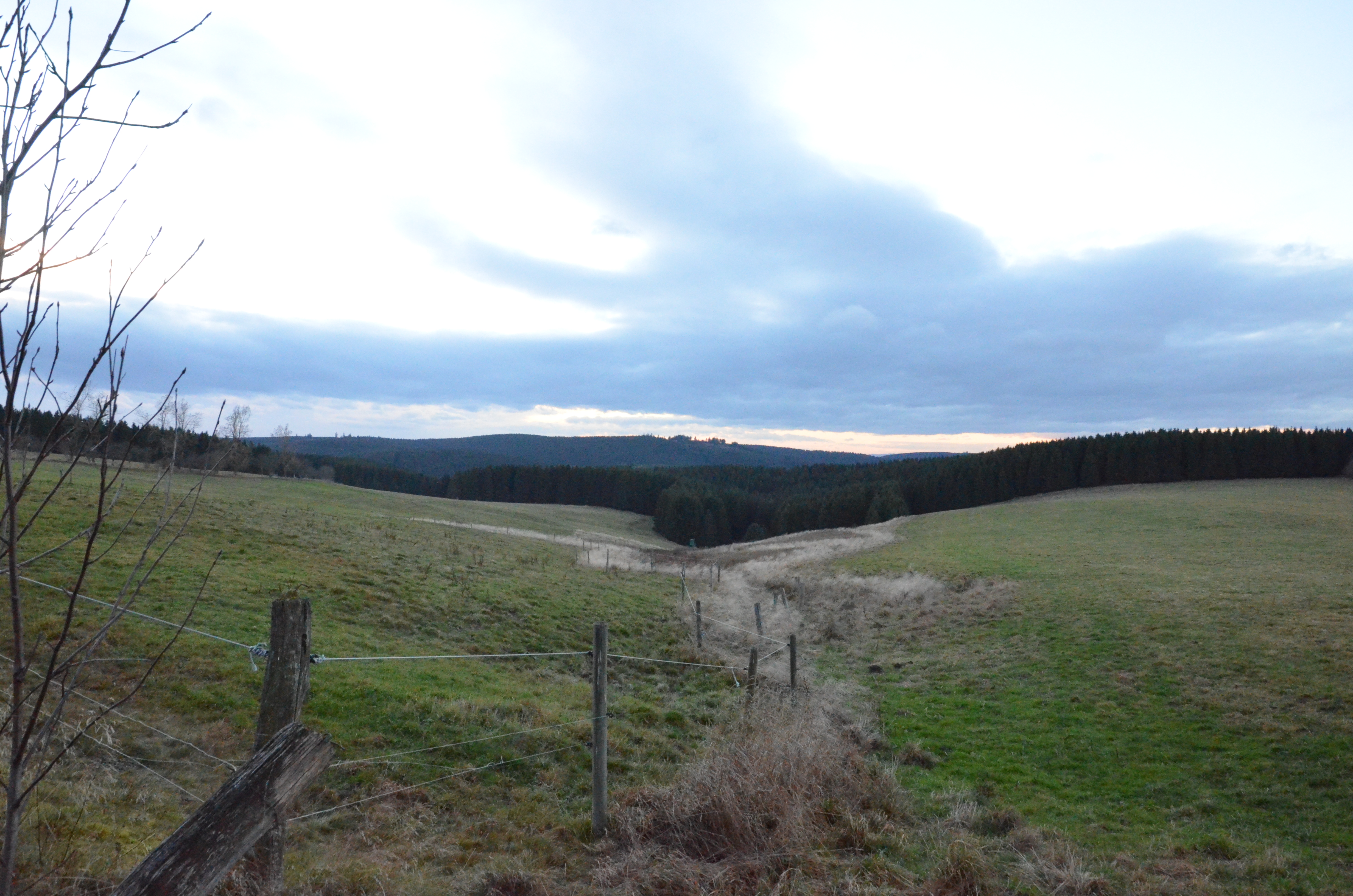
Der Blick über die Wiesen in das Tal

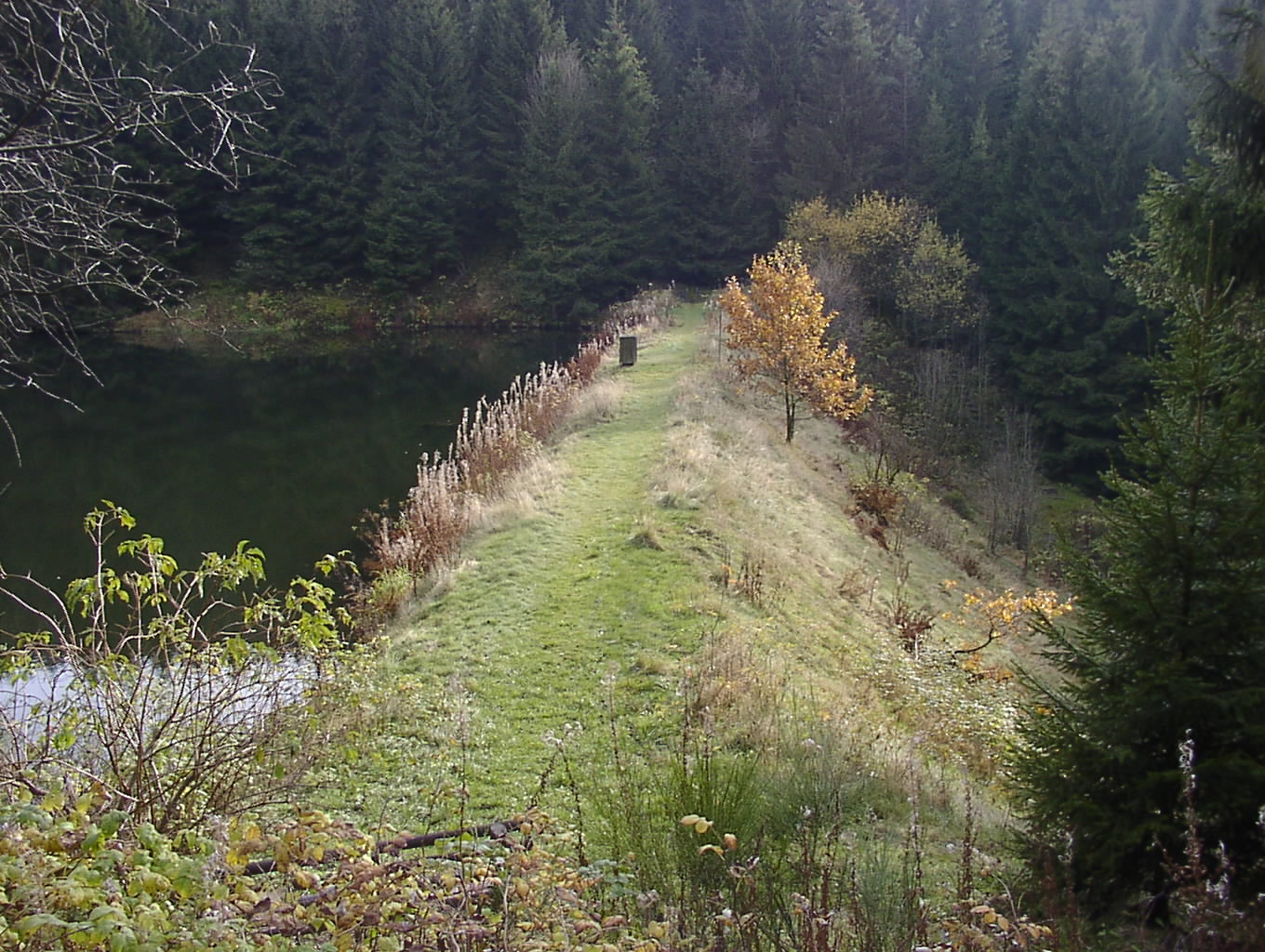
Der Damm des Klein-Clausthaler Teiches

Das Kleine Clausthal beginnt an seiner höchsten Stelle (595 m ü. NHN) unmittelbar am Clausthaler Stadtrand (Mühlenstraße; Übergang Marie-Hedwig-Straße) und erstreckt sich über insgesamt circa 1600 m zunächst in westlicher, nach etwa 800 m in westsüdwestlicher Richtung und mündet schließlich auf etwa 480 m ü. NHN in das Innerste-Tal. Seine Breite beträgt zwischen 150 m und 400 m.
Im oberen Bereich des Tales erstrecken sich auf beiden Hängen Wiesen, die als Weiden genutzt werden. Der untere Teil des Tals ist durch Fichten bewaldet. Im Waldgebiet treten auf Lichtungen auch zahlreich Heideflächen auf.
In der Talsohle verläuft ein natürlicher Bach, der wenige hundert Meter vor der Mündung in die Obere Innerste zum „Klein Clausthaler Teich“ aufgestaut wird, einem Kunstteich des Oberharzer Wasserregals.
Des Weiteren ist das Tal durch die ebenfalls zu Bergbauzwecken angelegten Wasserläufe „Oberer Klein Clausthaler Wasserlauf“ und „Unterer Klein Clausthaler Wasserlauf“, die aus den Wasserläufen „Oberer Johannisthaler Wasserlauf“ beziehungsweise „Unterer Johannisthaler Wasserlauf“ hervorgehen, in süd-nördlicher Richtung durchschnitten. Die Wasserläufe sind entsprechend durch ihre Tagesöffnungen (Mundlöcher) im Gelände zu erkennen.